# Suite sans somme
En mathématiques, une suite sans somme est une suite  strictement croissante d'entiers strictement positifs, dont aucun terme n'est la somme d'un certain nombre de termes précédents.
Cette notion diffère de celle des ensembles sans somme, où seules des sommes de deux termes doivent être évitées, mais où ces sommes peuvent provenir de tout l'ensemble et non seulement des termes inférieurs.

## Exemples
La suite des puissances de 2  ; en effet, chaque terme de la suite est la somme des termes précédents plus 1, et ne peut donc pas être obtenu comme somme de termes précédents.
La suite {\displaystyle (u_{n})=(1,3,7,14,26,39,67,122,180,\cdots )} définie par {\displaystyle u_{1}=1,u_{n}} est le n-ième terme après {\displaystyle u_{n-1}} à ne pas pouvoir être obtenu comme somme de termes distincts parmi {\displaystyle u_{1},u_{2},\cdots ,u_{n-1}} : suite A343017 de l'OEIS.

## Somme des inverses
Paul Erdős a démontré en 1962 que la somme des inverses des termes d'une suite sans somme est finie. Par exemple, la somme des inverses des puissances de 2 est égale à 2.
On connait l'encadrement suivant de la borne supérieure {\displaystyle R} de l'ensemble des sommes des inverses des termes des suites sans somme : {\displaystyle 2,0654<R<2,8570}  .

## Densité
Il résulte de la propriété précédente qu'une suite sans somme est de densité asymptotique nulle ; c'est-à-dire que si {\displaystyle A(x)} est le nombre d'éléments d'une telle suite qui sont inférieurs ou égaux à {\displaystyle x}, alors {\displaystyle A(x)=o(x)}. Erdős (1962) a montré que pour toute suite sans somme il existe une suite infinie de nombres {\displaystyle x_{i}} pour lesquels {\displaystyle A(x_{i})=O(x^{\varphi -1})} où {\displaystyle \varphi } est le nombre d'or, et il a présenté une suite sans somme pour laquelle, pour toutes les valeurs de {\displaystyle x}, {\displaystyle A(x)=\Omega (x^{2/7})}, amélioré par la suite en {\displaystyle A(x)=\Omega (x^{1/3})} par Deshouillers, Erdős et Melfi en 1999 et à {\displaystyle A(x)=\Omega (x^{1/2-\varepsilon })} par Luczak et Schoen en 2000, qui ont également prouvé que l'exposant 1/2 ne peut pas être amélioré.